# 齋藤正樹 (寿司職人)
齋藤 正樹（さいとう まさき、英語: Masaki Saito、1987年8月27日 - ）は、日本の寿司職人。「Sushi Masaki Saito」のオーナーシェフ。「MASAKI SAITO CONSULTING INC.」の代表取締役。

## 概要
北海道函館水産高等学校を卒業後、上京し寿司屋で4年の修行を経て、「すし善」（札幌市）へ移る。その後、「銀座おのでら」本店、香港、ニューヨークを経て、独立。2019年5月、カナダ・トロントに「Sushi Masaki Saito」をオープン。2016年にニューヨークにてミシュランガイドの1つ星、翌年2017年に2つ星を取得。そして2022年のカナダ版ミシュランガイドにて、トロントで唯一の2つ星を取得している。

## 来歴

### 生い立ち
北海道伊達市に生まれ、中学卒業までの15年間を過ごす。祖父母が知内町の小さな漁村で漁師をしていたため、毎年訪れてはシュノーケリングや魚釣りをして、海や魚に触れる機会が多かった。その結果肉よりも魚を食べることの方が多く、子供の頃から好物は刺身であった。
幼少時代はサッカー・アイススケート・水泳・ピアノ・書道と複数の稽古ごとをこなす。サッカーでは全道大会準優勝、大会得点王を経験し、アイススケートでは地方大会6年連続で金メダルを獲得するなど、体を動かすことが好きな、活発な少年だった。一方、スポーツだけでなく、書道においては全道コンクールにて入賞している。稽古ごとの節目に必ず訪れていた地元の「千代鮨」で食べた寿司に魅了されるが、8歳の時に店主が他界して食べることができなくなる。その後、他の鮨屋に訪れるも、千代鮨で食べた味を超える美味しさはないと感じ、自らが寿司職人になることを目指す。
中学卒業後に地元を離れ、水産物全般に関する知識を深めるために北海道立函館水産高等学校へ進学する。高校2年生（当時17歳）の時に、ハワイ沖へ53日間の遠洋航海となるマグロ延縄漁業実習に参加した。実習中は24時間ワッチや機関室での点検業務などをおこなった他、延縄漁業における仕掛けを一から作り、全長200km、12000本の仕掛けを6時間かけて投入した。約10日間の実習では、1日平均1.2tの釣果を得る。船上で釣れたてのマグロを食べた時に「こんなに美味しくないマグロは初めてだ。」と感じ、魚体が大きくなるにつれ熟成させることがいかに大事かを目の当たりにした。また、太平洋の真ん中で実習をしていたため、帰りたくても帰れないという過酷な環境下において、精神力や忍耐力が鍛えられる。在学中に1級小型船舶操縦士をはじめ、危険物取扱者乙種（第4類・第5類）、玉掛作業者、小型移動式クレーン運転士など、約10種類の資格を取得した。

### 寿司職人へ
高校卒業後上京し、東京都築地にある寿司屋に就職。寝る間も惜しんで働く毎日を送る。1年目は皿洗いから始まり、掃除、ごみ捨て、賄い作りなどの基礎的な仕事であった。魚に触れることはできず、「仕事は目で盗む」という教えを信じて、先輩たちの仕事を見た。約半年後、休みの日に職場に行き仕事をしていると、魚に触ってもよいという許可を得る。そこで初めて、コハダやアジといった光物に触れる。先輩が魚をおろしている様子を何度も見て、仕込みのイメージトレーニングも充分にしてきたつもりであったが、現実は甘くなかった。それを機に、休みの日にも職場へ行き、自主的に仕込みの練習をした。
2年目に親方から、その年の「寿司技術コンクール」への出場を提案されるが、その時はまだ絶対に優勝できるという自信がなかったため断った。翌年は必ず出場して優勝することを約束して練習を重ね、「初出場・最年少記録」で優勝を果たした。
約4年半で退職し、当時北海道で一番と言われていた札幌市の「すし善」へ移り、オーナーの嶋宮勤に出会う。嶋宮は札幌で初めて本格的な下仕込みをする店として「すし善」を開いた人物だった。本来であれば修業年数10年以下の若手が寿司場に立つことが出来ないような高級店であったが、当時23歳でその実力を買われ、寿司職人として雇われた。そこでは、今まで教わったことのない高い技術や、扱ったことのない魚に触れ、江戸前寿司の奥深さをさらに知る。
著名人や富裕層を相手に寿司を握り、接客をすることで、言葉遣いや所作を学び、自信を付けた。しかし、ある日客から若さゆえに毛嫌いされて厳しい評価を受け、今までにない挫折を味わった。
他方、高級店で外国人と接客する機会が増えたことにより、多国籍文化の違いに興味を持った。感情豊かなコミュニケーションやリアクションのよさ、そして何よりも職人へのリスペクトを感じた。

### 海外移住
26歳の時、香港へ移る。初めての海外では慣れない文化や言語の違いに戸惑いを感じたが、それよりも未知の世界に対する期待感もあり、さほど苦にしなかった。香港では世界トップクラスを誇る富裕層の多さと人口密集率に驚く。日本からの魚の輸送もオーダーした当日の昼過ぎには届くため鮮度はよく、HACCP（ハサップ）のレギュレーションも欧米よりも緩いことで、使いたい食材が簡単に手に入った。日本酒は高価もかかわらず、現地の客には人気で驚くほど売れた。日本食も好まれ街中に店も多く存在した。ミシュランの星を獲得している店舗も多く、アジアの富裕層は日本とほぼ変わらないレベルの日本料理を口にする機会が多いため、知識や経験も豊富であった。
毎年香港では「Food Expo Hong Kong」という、一般からプロのシェフまで約3万人もの人が参加する香港食品業界の最大イベントがある。このイベントには日本の農林水産省も力を入れており、委託を受けて「米」にフォーカスした演説をおこなった。
香港で約1年過ごした後、新たなプロジェクト（「銀座おのでら」の店舗開設）のためニューヨークに移る。当初は現地に一人で入って準備を始め、店をオープンさせた。そこで「江戸前寿司とは何か？」とメディアや客から多く問われ、アジアとの差を感じる。ニューヨークをはじめ、欧米諸国の人々は簡単に日本の食文化に触れられないということが理由の一つであった。しかし著名人や富裕層であっても職人へのリスペクトが強く、会話一つにおいても尊敬と敬意を感じた。言葉や文化の違いによる苦労も多かったが、周囲のサポートや人に恵まれ、日本とは異なる多くの経験を味わう。オープンから約半年後、28歳の時にミシュランガイドの1つ星を獲得する。ミシュランの星を獲得してからはメディアからのインタビューを始め、日本や海外テレビ局への出演、有名ブランドとのタイアップ、コラボレーション、航空機内映像、プライベートジェット機内でのサービス提供、タイ王国やオランダ王室関係者へのサービス提供等と数多くの依頼を受ける。
1つ星を獲得したことによりミシュランガイドの星に対して意識が変わり、翌年には2つ星を獲得する。周囲からは来年は3つ星と期待されたが、「3つ星は自身の店舗で獲得したい」という意識を持つようになり、会社を退職した。

### カナダでの独立
ニューヨークを離れる際に世界各地の投資家や資産家、企業等から出店の勧誘を受け、その中でカナダを選ぶ。ニューヨークからトロントまで飛行機で約1時間という距離にもかかわらずレストラン業界のレベルが圧倒的に違う状況を「変えたい」という意識と、国・人々・自然のよさが理由だった。
2019年にトロントに移住し、同年5月にヨークビルエリアに自身の店を開く。常に2ヶ月以上の満席、キャンセル待ちの状態を維持する。2020年1月には地元の新規レストランランキングで1位ともなった。しかし、同年3月に新型コロナウイルス感染症流行の影響でトロントもロックダウンが実施された。店が開けない状況で、企業とのコラボレーションやケータリングイベント等をおこなったほか、「CHEFS’ CIRCLE」といった、医療機関や医療関係者に対しての慈善事業も実施した。この間2020年6月にはカナダ国内のレストラン100位ランキングで10位となる。
2022年から営業を再開する。同年9月、初のカナダ版ミシュランガイドでトロント最上位の2つ星となった。
- 初ミシュラン獲得時
- ミシュラン2つ星獲得時
- Chef Olivierとのコラボレーション
- 2022年カナダミシュランセレモニーパーティ